# Henry F. Ortlieb
Henry F. Ortlieb (* 1869; † 1936) war ein deutschamerikanischer Brauer und Präsident der nach ihm benannten Henry F. Ortlieb Brewing Company.

## Biographie
Ortliebs Vater gründete die Victor Brewery in Philadelphia und führte seine Söhne in das Unternehmen ein. 1894 übernahm Henry F., der älteste Sohn der Familie, die Präsidentschaft der Brauerei. Unter seiner Leitung wurde das Unternehmen modernisiert und ausgebaut. 1899 wurde die Brauerei in Henry F. Ortlieb Brewing Company umbenannt – diesen Namen behielt sie bis zu ihrer Schließung bei.
Um die Jahrhundertwende betrug der Jahresausstoß der Ortlieb-Brauerei bereits circa 20.000–25.000 Barrel, bis zum Beginn der Prohibition stieg er noch einmal bis zu einem jährlichen Ausstoß von 40.000–50.000 Barrel. Während der Prohibition beschloss Ortlieb, die Produktion von Leichtbier aufzunehmen.
Ortlieb starb 1936, sein Bruder Joseph T. wurde sein Nachfolger als Firmenpräsident. Die Henry F. Ortlieb Brewing Company war noch bis zum Jahr 1981 im Geschäft, als sie von der C. Schmidt & Sons aufgekauft und geschlossen wurde.
Henry F. Ortlieb liegt auf dem Greenmount Cemetery in Philadelphia begraben.